# Toyen
Toyen, właśc. Marie Čermínová (ur. 21 września 1902 w Pradze, zm. 9 listopada 1980 w Paryżu) – czesko-francuska malarka awangardowa, przedstawicielka surrealizmu.

## Życiorys

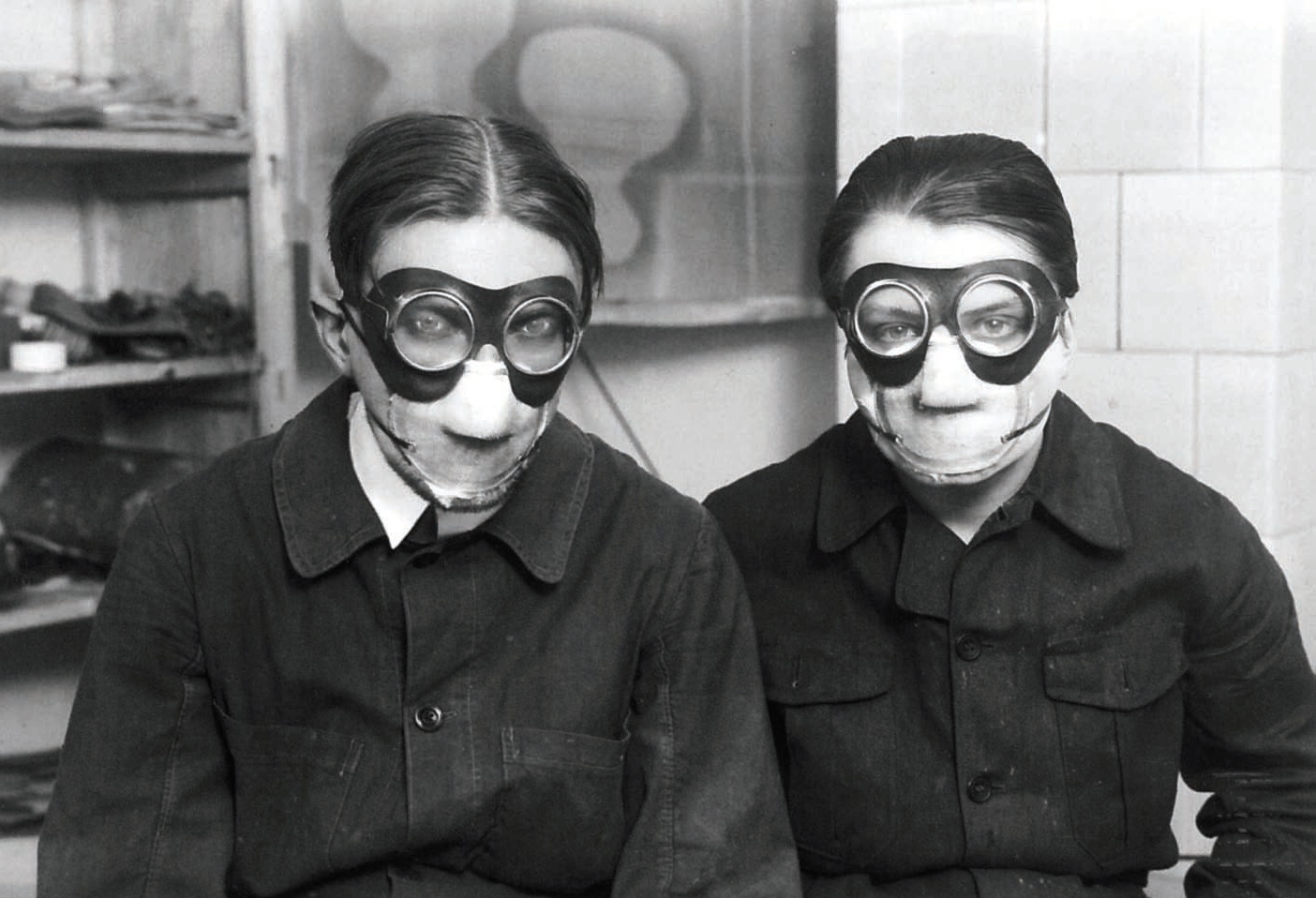
Štyrský i Toyen w maskach, przy pracy z farbami „Deka”, 1929

Urodziła się jako Marie Čermínová 21 września 1902 w Smíchovie (dzisiejszej dzielnicy Pragi), w rodzinie listonosza. W wieku szesnastu lat opuściła rodzinę, prawdopodobnie ze względu na swoje poglądy anarchistyczne, w tym okresie przyjęła także pseudonim Toyen, pod którym występowała do końca życia. Możliwe, że pseudonim pochodził od francuskiego słowa citoyen (pol. „obywatel”). W latach 1919–1922 studiowała w Szkole Sztuki Stosowanej (Umělecko-průmyslová škola v Praze), w pracowni malarskiej Emanuela Dítě. Latem 1922, podczas pobytu na wyspie Korčula, poznała malarza i pisarza Jindřicha Štyrskiego (1899–1942), z którym związała się artystycznie aż do jego śmierci, wspólnie tworząc wiele wystaw w Czechach i za granicą. W 1923 razem dołączyli do radykalnej grupy awangardowej Devětsil. W latach 1925–1929 mieszkała w Paryżu; jej pierwszą wystawę indywidualną we Francji opatrzył wstępem Philippe Soupault. Z początku malowała pod wpływem kubizmu i puryzmu, lecz szybko nawiązała do poetyki prymitywizmu, malując w połowie lat 20. serię obrazów przedstawiających egzotyczne i cyrkowe tematy, stylistycznie przypominające prace Henri Rousseau, którego ceniła. Od 1925 wraz z Štyrskim zaczęła projektować okładki dla publikacji wielu znaczących pisarzy i krytyków w czeskim wydawnictwie Odeon; ich projekty łączyły fotomontaż z abstrakcją. Wspólnie ogłosili także manifest nowego nurtu w malarstwie: artyficjelizmu.
Toyen nosiła często męski strój, przypominający jej ubrania z czasów, gdy pracowała w fabryce; mówiąc o sobie, używała męskich końcówek, a jej nieodmienialny pseudonim dodatkowo utrudniał określenie płci, do czego nawiązał Adolf Hoffmeister w satyrycznej ilustracji pod tytułem Ten-Ta-To-yen (1930). Na początku lat 30. w jej malarstwie zaczęły pojawiać się tajemnicze obiekty, takie jak muszle, głazy czy sznury. W 1934 współzałożyła Grupę Surrealistyczną w Pradze. Rok później jej prace pokazano na Międzynarodowej Wystawie Surrealistów na Teneryfie; od tego czasu – z wyjątkiem lat wojennych – brała udział w każdej wystawie surrealistów. Podczas II wojny światowej udzieliła schronienia Jindřichowi Heislerowi, artyście żydowskiego pochodzenia, z którym w 1947 wyjechała na stałe do Paryża. W 2005 powstał film o ich przyjaźni w reżyserii Jana Němeca. W Paryżu należała do grupy surrealistycznej André Bretona, z którym łączyła ją przyjaźń. Zmarła 9 listopada 1980 w Paryżu.
Zafascynowana dziełami markiza de Sade, wielokrotnie malowała ruiny jego posiadłości w Lacoste. Choć znana jest głównie dzięki malarstwu, tworzyła także cykle rysunków i kolaże. Niektóre prace Toyen mają charakter otwarcie erotyczny.

## Wybrane wystawy
- 1934: Międzynarodowa Wystawa Surrealistów, Teneryfa[3]
- 1994–1995: A century of Artists Books, Museum of Modern Art, Nowy Jork[11]
- 2013–2014: Designing Modern Women 1890–1990, Museum of Modern Art, Nowy Jork[11]
- 2015: Vidím, neboť je noc, Museum Kampa, Praga[12]
- 2018–2019: 1918–1938: Pierwsza Republika Czechosłowacka, Galeria Narodowa w Pradze[13]
- 2019: Czas przełomu. Sztuka awangardy w Europie Środkowej 1908–1928, Międzynarodowe Centrum Kultury, Kraków[14]
- 2019: Toyen „U Zlatého slunce“, Galerie Moderna, Praga[15]
- 2021: Toyen: Snící rebelka, Galeria Narodowa w Pradze[16]